# اسفستان (سرآب)
اسفستان، روستایی از توابع بخش مرکزی شهرستان سرآب در استان آذربایجان شرقی ایران است.